# Schnell Ádám
Schnell Ádám (Budapest, 1964. január 29. –) Jászai Mari-díjas magyar színész, érdemes és kiváló művész.

## Életpálya
Az Arany János Gimnáziumban érettségizett, majd a Nemzeti Színház stúdiójának tanulója lett. 1989-ben végzett a Színház- és Filmművészeti Főiskolán. 1987-től 1993-ig volt a Madách Színház tagja. 1996 és 2013 között a József Attila Színház tagja. Klasszikus drámákban, vígjátékokban a szereppel azonosulni tudó, szuggesztív előadásmódjával tűnt föl. A József Attila Színház tagjaként két alkalommal kapta meg a József Attila-gyűrűt. 2004-ben Nívó-díjat, 2007-ben pedig Kaló Flórián-emlékdíjat kapott. 2013-tól a Nemzeti Színház tagja.
Édesanyja Popovics Adrienn, anyai nagyapja Popovics Konstantin. Édesapja orvos volt.

## Színpadi szerepei
- Háy Gyula: Mohács....V.Károly
- Shakespeare: Vízkereszt, vagy amit akartok....Malvolio
- Shakespeare: Tévedések vígjátéka....Ephesusi Antipholus
- Václav Havel: Audiencia....Író
- Müller Péter: Szemenszedett igazság....Rendőrkapitány
- Mihail Sebastian: Névtelen csillag....Tanár
- John Patrick: Teaház az Augusztusi Holdhoz....Fisby kapitány
- Schiller: Ármány és szerelem....Wurm titkár
- Molnár Ferenc: Az üvegcipő....Stetner úr
- Molnár Ferenc....Doktor úr....Dr. Sárkány
- Szép Ernő: Lila ákác....Csacsinszky Pál
- Mart Crowley: Fiúk a csapatból....Donald
- Romain Weingarten: Nyár....Hagymaőfensége
- Csukás István: Ágacska....Dani kacsa
- Deval: Francia szobalány....Joris, inas
- Goldoni: A hazug....Florindo
- Peter Shaffer: Black Comedy....Brindsley Miller
- Spiró György: Vircsaft....Izom
- Neil Simon: Luxuslakosztály....Mark, Tom
- Békés Pál: Pincejáték....Zoltán
- László Miklós: Illatszertár....Asztalos úr
- Frayne: Ugyanaz hátulról....Rendező
- Marcel Achard: A bolond lány....Camille Sevigné
- Ken Ludwig: Botrány az operában....Londiner
- Fejes Endre: Vonó Ignác....Szórády Bubi
- Shakespeare: A makrancos hölgy....Lucentio
- Mrożek: Emigránsok....AA
- Oscar Wilde: Bunbury....Algernon Moncrieff
- O’Neill: Hosszú út az éjszakába....Edmund Tyrone
- Beaton: Mosolykommandó....Simon
- Ken Ludwig: Primadonnák....Leo Clark
- Ivan Kusan: A Kobra....Borisz Mozsbolt
- Shakespeare: Szentivánéji metróállomás....Demetrius
- Rejtő Jenő - Tasnádi István: Vanek úr Afrikában....Szekeres Tivadar
- Ron Aldridge: Csak kétszer vagy fiatal!....Richard
- Darvasi László: Szabadság-hegy....Pelleg István
- Shakespeare: Ahogy tetszik....Jaques
- Ray Cooney-John Chapman....Kölcsönlakás....Tristan Pangbourne
- Francis Veber: Bérgyilkos a barátom....Wolf
- Ray Cooney - Tnoy Hilton: Ikrek....Jugg, az inas
- Járom az utam (zenés revü)
- Molière: A mizantróp....Philinte, Alceste barátja
- Bereményi Géza: Légköbméter....Péter
- Tolcsvay László - Müller Péter - Müller Péter Sziámi: Mária evangéliuma....II. pásztor
- Katona József: Bánk bán....Biberach
- Szigligeti Ede: Liliomfi....Adolf
- Tamási Áron: Tündöklő Jeromos.... Jeromos

## Filmjei

### Játékfilmek
- Sülve-főve (1991)
- Szökés (1997)
- VII. Olivér (2001)
- Csocsó, avagy éljen május elseje! (2001)
- Magyar Passió (2021)
- Attila, Isten ostora (2022)

### Tévéfilmek
- Teljes napfogyatkozás (1989)
- Szomszédok (1994)
- Barátok közt (1998)
- 7-es csatorna (1999)
- Pasik! (2000)
- Fekete méz
- Hacktion: Újratöltve (2012)
- A király halála – II. Lajos élete és rejtélyes halála (2015)
- A merénylet (2018)

## Szinkronszerepei

### Szinkronszerepei sorozatokban
| Cím                                    | Szerep                           | Eredeti színész      |
| -------------------------------------- | -------------------------------- | -------------------- |
| Észak és Dél                           | James Huntoon                    | Jim Metzler          |
| Zsarublues                             | Neal Washington nyomozó          | Taurean Blacque      |
| Milliárdok nyomában (Billions)         | Chuck Rhoades                    | Paul Giamatti        |
| Gazdagok és szépek                     | Sly Donovan                      | Brent Jasmer         |
| Malibu Road 2000                       | Joe Munoz őrmester               | Ron Marquette        |
| Mork és Mindy, avagy egy úr az űrből   | Exidor                           | Robert Donner        |
| Cobra 11                               | André Fux                        | Mark Keller          |
| Fehér névjegykártya                    | Charles                          | Daniel Olbrychski    |
| Szívtipró gimi                         | Mr. Andrew Bell                  | Ian Bliss            |
| Dilizsaruk                             | Raymond C. Fowler nyomozó        | Rowan Atkinson       |
| M*A*S*H                                | "Trapper John" McIntyre kapitány | Wayne Rogers         |
| Holdfényes történet                    | Max von Schlipp                  | Klaus-Peter Grap     |
| A család apraja nagyja                 | Nacho Martín                     | Emilio Aragón        |
| Medicopter 117 – Légimentők            | Dr. Mark Harland                 | Urs Remond           |
| Will és Grace                          | Will Truman                      | Eric McCormack       |
| Szeretünk Raymond                      | Raymond "Ray" Barone             | Ray Romano (2. hang) |
| Dave világa                            | Dave Barry                       | Harry Anderson       |
| Bűvölet                                | Michele Massa                    | Giorgio Borghetti    |
| Azúrkék óceán                          | Paul Delcourt                    | Bruno Madinier       |
| Doktor nagyfőnök                       | Simon Hellman                    | Steve Kalfa          |
| A dadus                                | Niles                            | Daniel Davis         |
| Afrika gyöngyszeme                     | Romăo Junior                     | Diogo Infante        |
| Nancy ül a fűben                       | Doug Wilson                      | Kevin Nealon         |
| Kardok királynője                      | Dr. Robert Helm                  | Peter Wingfield      |
| A vadon bűvöletében                    | Danny Treavanion                 | Stephen Tompkinson   |
| A varázsló háza                        | Jack Green                       | Neil Pearson         |
| Elisa di Rivombrosa                    | Antonio Ceppi                    | Cesare Bocci         |
| Agy-kontroll                           | Dr. Douglas Hanson               | Stanley Tucci        |
| Charlie – majom a családban            | Dr. Max Henning                  | Ralf Lindermann      |
| Sant' Angelo – Egy kórház hétköznapjai | Alfredo Danzi                    | Marco Giallini       |
| Terrorkommandó                         | Patrick Fleming kapitány         | Sam Callis           |
| Testvérek tévésorozat                  | Joe Whedon                       | John Pyper-Ferguson  |
| Dokik                                  | Dr. Perry Cox                    | John C. McGinley     |
| Felpolcolva                            | Gavin P. Miller                  | Elon Gold            |
| Született feleségek                    | Dave Williams                    | Neal McDonough       |
| A rejtély                              | John Scott                       | Mark Valley          |
| Házi barkács                           | Tim Taylor                       | Tim Allen            |
| Sebzett szívek                         | Martin Mendesabal                | Gabriel Varela       |
| Marimar                                | Rodolfo San Genís                | Marcelo Buquet       |
| Ötösfogat                              | Quentin Kirrin nagybácsi         | Michael Hinz         |
| Julieta                                | Pedro Valencia                   | Francisco Gattorno   |
| Family Guy                             | Brian Griffin                    | Seth MacFarlane      |
| Blood+                                 | David                            | Kosugi Jurota        |
| Galaxis útikalauz stopposoknak         | Arthur Dent                      | Simon Jones          |
| A zöld íjász                           | Slade Wilson                     | Manu Bennett         |
| Pat és Stan                            | Pat                              | Dan Green            |
| Dallas (Az örökös nő)                  | Harry Shaw                       | Joe Bratcher         |
| Dallas (A végrendelet)                 | John Baxter                      | Robin Strand         |

### Filmes szinkronszerepei
| Év   | Cím                                                    | Szerep               | A szinkronizált színész |
| ---- | ------------------------------------------------------ | -------------------- | ----------------------- |
| 1979 | Mindhalálig zene                                       | Joshua Penn          | Max Wright              |
| 1979 | Az igazság mindenkié                                   | Arthur Kirkland      | Al Pacino               |
| 1982 | Rambo – Első vér                                       | Mitch                | David Caruso            |
| 1984 | A fegyvercsempész                                      | Ted Beaubien         | Kevin Costner           |
| 1986 | Előre a múltba                                         | Charlie Bodell       | Nicolas Cage            |
| 1988 | A téboly börtöne                                       | Emmett Foley         | Gary Oldman             |
| 1989 | Holt költők társasága                                  | Knox Overstreet      | Josh Charles            |
| 1991 | Négykezes géppisztolyra                                | Meyer Lansky         | Patrick Dempsey         |
| 1992 | Kedvencek temetője 2.                                  | Chase Matthews       | Anthony Edwards         |
| 1993 | És a zenekar játszik tovább…                           | Dr. Don Francis      | Matthew Modine          |
| 1993 | Tiszta románc                                          | Elliot Blitzer       | Bronson Pinchot         |
| 1994 | Az öreg hölgy és a testőr                              | Doug Chesnic         | Nicolas Cage            |
| 1994 | Red Rock West – Amikor egy bérgyilkos is több a soknál | Michael Williams     | Nicolas Cage            |
| 1996 | Skorpió forrás                                         | El Rojo              | Matthew McConaughey     |
| 1997 | Az őserdő hőse                                         | George               | Brendan Fraser          |
| 1999 | Halálbiztosítás                                        | Jerry                | William Fichtner        |
| 2000 | Gagyi mami                                             | John                 | Paul Giamatti           |
| 2004 | 80 nap alatt a Föld körül                              | Fix felügyelő        | Ewen Bremner            |
| 2005 | Zorró legendája                                        | Armand gróf          | Rufus Sewell            |
| 2006 | Eragon                                                 | Murtagh              | Garrett Hedlund         |
| 2006 | Verdák                                                 | Kiss Busz            | Richard Kind            |
| 2008 | Ne szórakozz Zohannal!                                 | Fantom               | John Turturro           |
| 2009 | Fűrész VI.                                             | William Easton       | Peter Outerbridge       |
| 2011 | Féktelen harag                                         | Bőrdzsekis           | James Landry Hébert     |
| 2011 | Verdák 2.                                              | Kiss Busz            | Richard Kind            |
| 2012 | A csodálatos Pókember                                  | Dr Curt Connors/Gyík | Rhys Ifans              |
| 2013 | Croodék                                                | Crug Crood           | Nicolas Cage            |
| 2013 | Női szervek                                            | Garrett Craig        | Dan Bakkedahl           |
| 2014 | Kavarás                                                | Eddy                 | Kevin Nealon            |
| 2015 | Jurassic World                                         | Simon Masrani        | Irfán Khán              |
| 2015 | Mission: Impossible – Titkos nemzet                    | Atlee                | Simon McBurney          |
| 2016 | Jason Bourne                                           | Edwin Russel         | Scott Shepherd          |
| 2016 | A barátságos óriás                                     | A barátságos óriás   | Mark Rylance            |
| 2017 | Bébi úr                                                | Francis Francis      | Steve Buscemi           |

## Díjai, elismerései
- A József Attila Színház Nívódíja (2004)
- Kaló Flórián-díj (2007)
- Jászai Mari-díj (2008)
- Érdemes művész (2014)
- Őze Lajos-díj (2023)[4]
- Sinkovits Imre-díj (2024)[5]
- Kiváló művész (2025)